# Пут за Сантијаго
Пут за Сантијаго (шп. Camino de Santiago) је рута коју прелазе ходочасници из Шпаније и целе Европе који води у Сантијаго де Компостелу, град где се налазе мошти Светог апостола Јакова. Током целог средњег века, Сантијаго де Компостела је било врло популарно ходочасничко одредиште, те је на овој траси изграђено око 1.800 грађевина, верских, али и световних, од великог историјског значаја. Пут је одиграо темељну улогу у подстицању културне размене између Иберијског полуострва и остатка Европе у средњем веку. Он остаје сведочанство снаге хришћанске вере међу људима свих друштвених слојева из целе Европе. Касније је занимање за ово ходочашће ослабило, али у данашње време поново му се враћа популарност.
УНЕСКО је 1993. године прогласио шпански и француски део Пута за Сантијаго светском културном баштином. Савет Европе му је године 1987. доделио титулу Главне улице Европе.

## Историјски почеци
Претпоставља се да су године 812. пронађене мошти приписане Светом апостолу. Ово веровање се временом ширило по хришћанској Европи, да би се једанаестом веку се број ходочасника знатно повећао захваљујући културним контактима између европских народа. Алфонсо II, краљ Астурије, подигао је цркву на месту где се, према традицији, налазе посмртни остаци апостола. Од петнаестог века, ова црква је постала један од главних центара ходочашћа хришћанства и представља порекло данашњег Пута за Сантијаго. На тај начин су се на Иберијском полуострву проширили нови архитектонски стилови, који су владали Европом.

### Откриће Светог гроба
Крајем осмог века на северозападу Иберијског полуострва се проширила легенда да је Свети апостол Јаков сахрањен на овим просторима, после евангелизације. Осам векова након смрти Светог Јакова, године 813., један пустињак, звани Пелајо, рекао је да је видео једну голуждравку (шп. estrella posada) у шуми Либредон.
То је довео у везу са бискупом Теодомиром, бискупом Ирије Флавије. Отишли су тамо и открили стару капелу где постоји гроб из римске епохе. Откриће гробнице се, наравно, поклапа са доласком астуријског краљевства Мосарапа.
Међу појединим научницима шири се веровање да су посмртни остаци Присцилијана закопани на овом месту, када је његово тело донето из Трира (Немачка). По мишљењу других гробница Светог Јакова може бити гроб Присцилијана, иако се године када су живели не подударају. Алфонсо II, краљ Астурије, отпутовао је на ово место, што га на тај начин чини првим ходочасником у историји. Подизање једне цркве било је показатељ његове вере.

### Почеци ходочашћа
Од, отприлике, 921. године, наводним открићем мошти апостола Карла Великог, који је желео да брани своје територије од напада Арапа, Сантијаго де Компостела ће постепено постајати центар ходочашћа. Касније се вест о овоме шири по целој хришћанској Европи, и ходочасници у великом броју долазе до овог цењеног места, такозваног Campus Stellae, од чијег ће назива касније настати реч Компостела.Рамон Менендес Пидал сматрао је да се, на неки начин, муслимански вођа Алманзор може сматрати главном личношћу због које је ово место добило светску славу. Напади на шпанска хришћанска краљевства, под вођством Алманзора, стално су се понављали, и доводили у невоље монахе бенедиктанске опатије Клини (шп. Cluny), најважнијег центра европског хришћанства у том тренутку. Верници привржени овој опатији створиће Кодекс Каликстинус (шп. Codex calixtino), рукопис који се сматра првим водичем за особе које су ишле на ходочашће. Захваљујући њима створена је и Историја Компостеле (шп. Historia compostelana). 
Многи од првих ходочасника долазили су из делова Европе који су били под влашћу колонизатора, да би допринели нова музичка издања. Неки су, идући са западних територија, а неки из централних области француске, пролазили кроз богомоље, као што су Chartres и Tours. Тамо су могли чути мелодије које је читав хришћански Запад сматрао истинским наслеђем папе Грегорија. Није им сметало што су им они који су долазили са запада Италије, и прелазили преко Алпа и Пиринеја, говорили да је у месту одакле они воде порекло литургијски обред био најстарији и најпоштованији.

### Консолидација ходочасничке руте
Број путника од десетог века све више расте, када се европска популација ослобађа изолације из неких ранијих епоха. Стварају се нови конакти, као и размене, који ће довести до стварања ходочашћа. Рим, Јерусалим и Сантијаго де Компостела биће најважније дестинације. Крсташи и италијански поморски градови отварају пут Јерусалима. Монарси Наваре, Арагона, Кастиље, и Леона олакшавају пут за Сантијаго изградњом мостова и поправком путева.

### Пад Пута
Након деветнаестог века нестабилно социјално стање у Европи скреће пажњу многих потенцијалних ходочасника на неке друге дестинације. Пут за Сантијаго губи значај који је у претходним вековима имао. Иако су, ипак, многи верници и даље хрлили ка гробу апостола, у жељи да му се покоре, из године у годину Пут је падао у заборав.

### Главна рута хришћанског ходочашћа
Пут за Сантијаго је, заједно са Римом и Јерусалимом, било једно од најважнијих хришћанских ходочашћа током средњег века; пут на коме је могло бити заслужено искупљење тј. опроштај грехова. Друге главне хришћанске ходочасничке руте укључују руту Франачки пут (фр. Via Francigena) за Рим и ходочасништво за Јерусалим. По легенди се сматра да су посмртни остаци Светог Јакова премештени бродом из Јерусалима у Северну Шпанију, где је и сахрањен, а где се данас налази град Сантијаго де Компостела. У шеснаестом веку су пандемија Црна смрт, протестантска реформација и политички немири довели до смањења броја ходочасника. До 1980. године, је само неколицина ходочасника годишње долазила у Сантијаго, док је касније број ходочасника из целог света све више растао.
Уколико дан Светог Јакова, (25. јул), по календару буде недеља, катедрала проглашава Свету или Јубиларну годину. У зависности од преступних година, Света година се јавља у интервалима од пет, шест и једанаест година. Најскорије су биле 1982, 1993, 1999, 2004. и 2010. година, а следеће ће бити 2021, 2027. и 2032. година.

## Савремено ходочашће
Данас људи, углавном, одлучују да крену на овај пут како би симболично обележили неки део свог живота и пронашли духовно испуњење. Велики је и број планинара, али и путника који су само жељни авантуре. Сваке године, око 100.000 ходочасника који дођу пешке, на магарцу или коњу, из око 100 земаља, траже потврду која се зове компостела, која се додељује на основу ходочасничког пасоша испуњеног печатима градова кроз које су прошли на свом путу до Сантијага де Компостеле. Пасош је доказ да су прошли путем који је Асоцијација ходочасника Светог Јакова признала као једини званични пут. Број ходочасника је сигурно још већи, јер има много њих који не траже потврду. Она се, углавном, даје само онима који је траже из религиозних разлога.

### Руте
Ходочасници на путу за Сантијаго де Компостелу путују, односно пешаче по неколико недеља, чак и по неколико месеци. Они, идући, прате многе путеве, али је, свакако, најважнији пут Виа Регија (Via Regia), и његов последњи део, Француски пут (шп. Camino Francés). Многи од данашњих северних европских путева ка Сантијагу следе исте римске путеве описане у Кодексу Каликстинус. Пета књига Кодекса помиње руте почев од Париза, Везне, Ле Пи и Арл, који сви воде ка Пиринејима у виду Француског пута. Историјски гледано, већина ходочасника је из Француске. Шпанци сматрају да су Пиринеји полазна тачка пута. Друге популарне руте су Сребрна рута из Севиље (шп. Via de Plata), или Португалска рута (шп. Camino Portugués). Једно од важних правила је то да се ходочасници у сваком месту кроз које пролазе могу задржати само један дан.

### Смештај
У Шпанији, Француској и Португалу постоје хостели за ходочаснике где ноћење кошта између шест и десет евра, или између десет и петнаест евра, ако се ради о приватном виду смештаја у хостелу. У Шпанији су овакви ходочаснички смештаји познатији као рефухио (шп. refugio), или алберге (шп. albergue). Постоје и хостели познати као донативос (шп. donativos), где новац плаћен за смештај одлази у хуманитарне сврхе. Хостели су под надлештвом локалне парохије, локалног већа, удружења ходочасника или приватних власника. Неки се налазе и у оквиру манастира. Најпознатији је Хостел Католичких краљева (шп. Hostal de los Reyes Catolicos), који су католички краљ Фернандо и његова супруга Изабела саградили. Данас је то луксузан хотел са пет звездица који дневно пружа и неке бесплатне услуге ограниченом броју ходочасника. Од ходочасника се, углавном, очекује да ту само преноће, и да до осам ујутру напусте хостел и крену даље на пут.

### Симбол шкољке
Шкољка нађена на обалама Галиције дуго је била симбол Пута за Сантијаго. Кроз векове, ова шкољка је добила разна митска и метафоричка значења, иако њен значај, заправо, може потицати од једноставне жеље ходочасника да са собом кућама однесу сувенир. Наиме, удубљења на љусци шкољке, која се спајају у једно тачки, представљају различите руте које ходочасници прелазе, долазећи до истог циља – гроба Светог Јакова у Сантијагу де Компостели. 
Постоје две верзије мита о симболу шкољке.
Према првој верзији, након смрти Светог Јакова, његови ученици су послали његово тело на Иберијско полуострво, у данашњи Сантијаго, како би тамо био сахрањен. Међутим, због велике олује, брод бива оштећен, и тело тоне и нестаје у мору. Након неког времена, неоштећено тело Светог Јакова испливава на обалу, прекривено шкољкама.
Верује се и да је, према другој верзији мита, тело Светог Јакова мистериозно послато бродом без посаде, назад, ка Иберијском полуострву, у данашњи Сантијаго, како би тамо било закопано. Када је брод био близу копна на ком се, у том тренутку, одвијало венчање, младожења је био на коњу. Видевши брод који је све ближи обали, коњ се уплашио, и заједно са младожењом тоне у море. Неочекиваним чудом, и младожења и коњ убрзо се, неповређени појављују на обали, прекривени шкољкама.
Као симбол Пута за Сантијаго, шкољка се веома често може видети током ходочасничке руте, а најчешће међу ходочасницима, који је са собом носе током целог пута.

## На телевизији и филму
1969. Ходочашће је централна тема филма из 1969. године, по имену „Млечни пут“ (енгл. The Milky Way), а од шпанског редитеља и филмског ствараоца Луиса Бањуела.
2003. Ликовни критичар и новинар, Брајан Севел, отишао је 2003. године на пут за Сантијаго де Компостелу због снимања телевизијске серије „Наг ходочасник“ (енгл. The Naked Pilgrim) везане за ходочаснике. Путујући колима, дуж француске трасе, обилази и многе друге градове као што су Париз, Бургос, Леон итд. Тамо бива дирнут причама о ходочасницима, као и знаменитостима које је видео.
2004. Један аустралијски редитељ одлучује да 2004. године своје искуство везано за одлазак на пут за Сантијаго преточи и у документарац под називом „Пут“ (енгл. The way).
2005. „Оne day in Europe“ (срп. Један дан у Европи) је филм режисера Ханеса Стура, који је 2005. године добио награду на филмском фестивалу у Берлину. Филм садржи четири приче које се одвијају у истом дану, али у различитим градовима (Берлину, Истанбулу, Москви и Сантијаго де Компостели).
2010. У филму „Пут“ (енгл. The way) главни лик иде путем за Сантијаго. Наиме, отац сазнаје да је његов син преминуо на путу, и, у знак сећања на сина, наставља ходочаснички пут до краја. Филм је представљен на Међународном филмском фестивалу у Торонту, 2010. године.
2011. Објављени су чланак и кратак документарни видео везани за ходочасничку шетњу ка Сантијагу.
2013. Лидија Смит режира документарац о шест странаца са различитих крајева света који иду путем за Сантијаго.